# Adulte Polyglucosankörper-Erkrankung

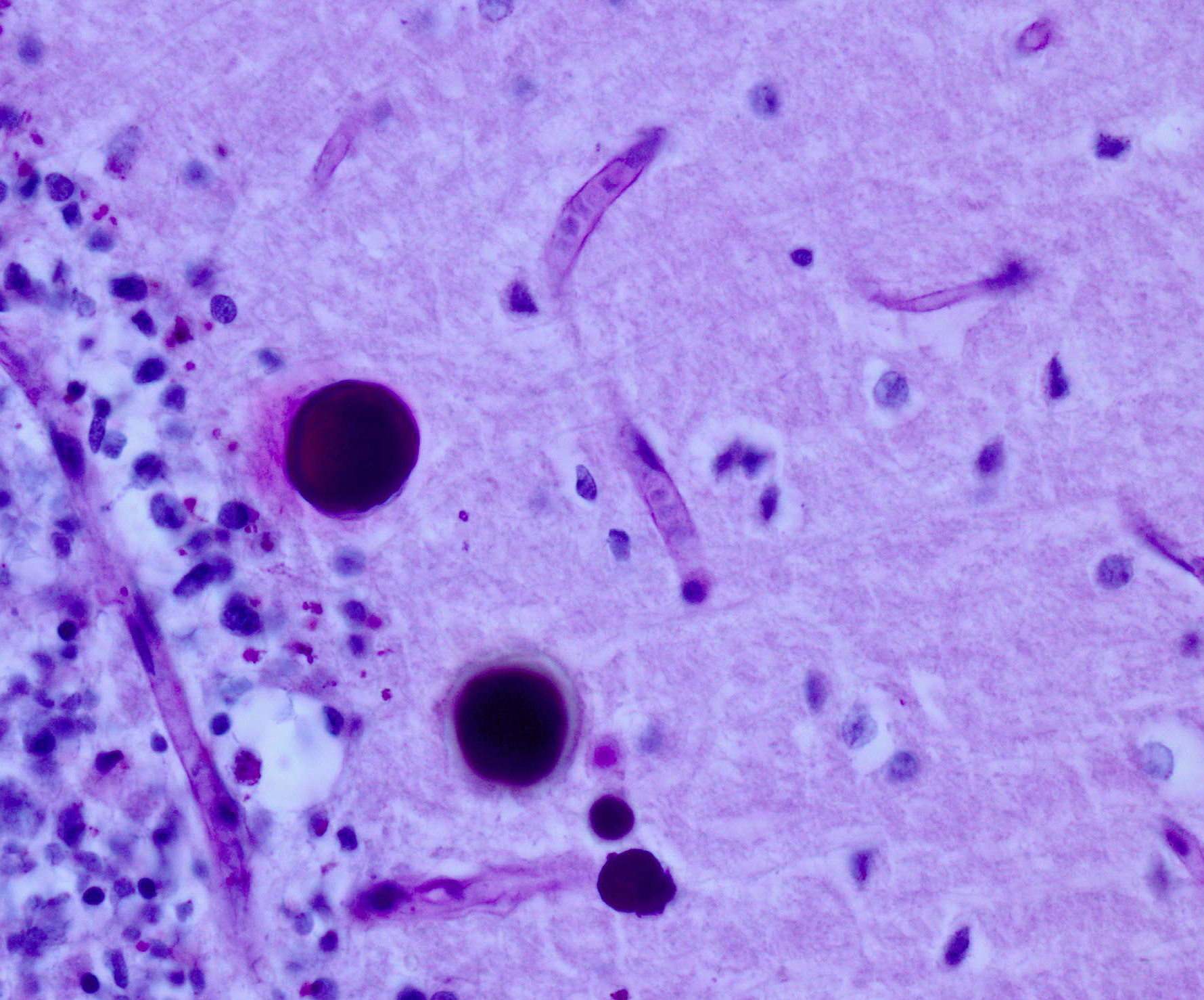
Polyglucosankörper im Hirngewebe. PAS-Färbung. Vergrößerung 400x

Die  adulte Polyglucosankörper-Erkrankung (englisch: adult polyglucosan body disease, abgekürzt APBD) ist eine autosomal-rezessiv vererbte Stoffwechselerkrankung, die zur Gruppe der Glykogenspeicherkrankheiten (Glykogenosen) gehört. Die sehr seltene Erkrankung wurde 1980 erstmals beschrieben und macht sich klinisch vor allem durch eine langsam fortschreitende dementielle Entwicklung und Muskelschwäche bemerkbar. Auch Blasenfunktionsstörungen, eine Polyneuropathie oder eine Parkinson-Symptomatik können auftreten.
Zum Teil geht die Erkrankung (wie die Glykogenose Typ IV) mit einer reduzierten Aktivität des 1,4-α-Glucan-verzweigenden Enzyms einher. Mutationen des GBE1-Gens, das für dieses am Aufbau von Glykogen beteiligten Enzyms kodiert, konnten nachgewiesen werden.
Neuropathologisch ist der Nachweis von Polyglucosankörpern charakteristisch. Hierbei handelt es sich um Polysaccharid-haltige Einschlusskörper in Astrozyten und auch Nervenzellfortsätzen, die so genannten Lafora-Körpern ähneln und sich in der PAS-Färbung kräftig markieren. PAS-positive Einschlusskörper treten auch im peripheren Nervensystem und anderen Organen auf; deren Nachweis kann zum Beispiel in der Nervenbiopsie diagnostisch sein.
Der Verlauf der Erkrankung ist langsam fortschreitend, eine spezifische Behandlung nicht möglich.